# Las Haldas

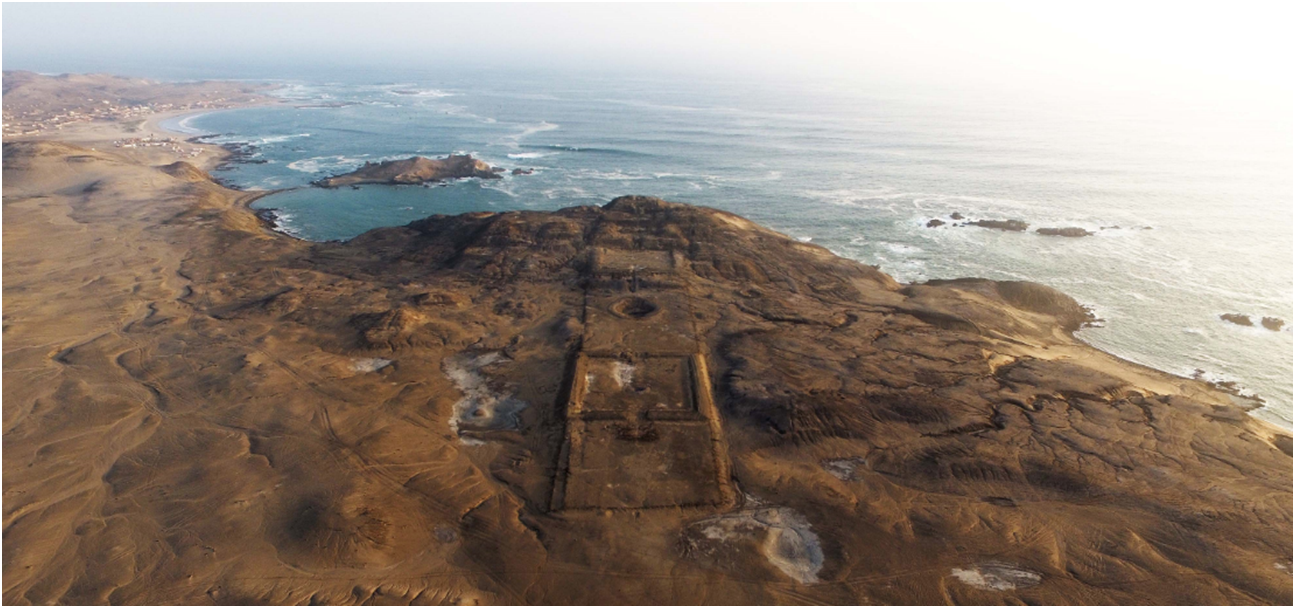
Vista aérea de Las Haldas luego del fenómeno de El Niño costero de 2017.

Las Haldas o Las Aldas es el nombre de un importante complejo arqueológico de la costa norcentral del Perú, a unos 30 km al sur del valle del río Casma. Se halla en las inmediaciones de la caleta de pescadores La Gramita; ubicada en el distrito de Casma, en la provincia homónima del departamento de Áncash. Se puede acceder por carretera desde Lima a través de la Panamericana Norte hasta el km 345. A nivel geográfico, el sitio colinda con el océano Pacífico y la zona desértica costera y su altitud varía de los 30 a los 60 m s. n. m. Tiene una extensión de 124.5 ha. Cronológicamente, la ocupación del complejo ha sido fechada de 1925 a 1410 a. C., entre los periodos arcaico tardío y formativo.

## Investigaciones durante elsigloXX

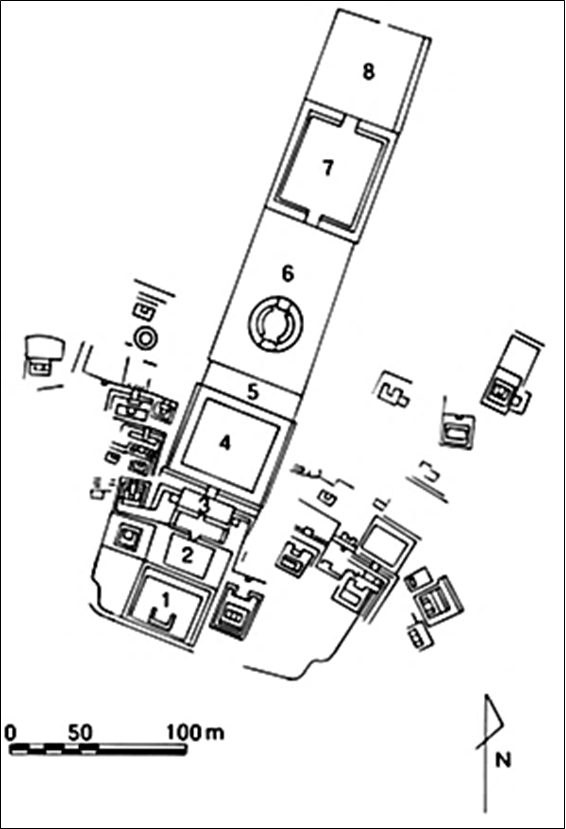
Plano de Las Aldas presentado en los trabajos de Shelia y Thomas Pozorski (1987)

El complejo de Las Haldas fue descubierto en 1955 por medio de las exploraciones del arqueólogo suizo Fréderic André Engel, quien con apoyo de la Universidad Agraria La Molina realizó excavaciones junto al equipo conformado por los investigadores Edward Lanning y Bernandino Ojeda. Se desprenden dos publicaciones: "Las Lomas de Iguanil y el complejo de Haldas” (1970) y “De Las Begonias al Maíz. Vida y producción en el Perú antiguo” (1987) donde muestran los primeros datos obtenidos del sitio.
Años después a su descubrimiento llegó la Primera Expedición Japonesa de la Universidad de Tokio bajo la dirección de Eiichiro Ishida en 1958, la cual realizó trabajos de investigación en aquel año y en 1969. Como producto de estos trabajos se publicó el libro "Andes 1: The Report of the University of Tokyo Scientific Expedition to the Andes in 1958" (Ishida 1960) y el artículo "The Formative Site of Las Haldas, Peru: Architecture, Chronology, and Economy" en la revista American Antiquity (Matsuzawa y Shimada 1978). 
En 1965 la investigadora peruana Rosa Fung Pineda interviene el sitio, cuyos resultados fueron presentados en su tesis doctoral sustentada en la Universidad Nacional Mayor de San Marcos (1969) y luego publicada en Brasil por la revista Dédalo con el nombre "Las Aldas: su ubicación dentro del proceso histórico del Perú Antiguo " (1972). 
Luego, en 1967, realizó trabajos el arqueólogo norteamericano Terence Grieder en 1967, quien fue auspiciado por el Instituto de Agricultura Precolombina de la Universidad Agraria La Molina. Sus resultados fueron publicados en la revista Ñawpa Pacha con el título "A dated sequence of building and pottery at Las Haldas (1975). 
En la década de los ochenta, los arqueólogos Shelia Pozorski y Thomas Pozorski realizan estudios en un conjunto de sitios correspondientes al valle de Casma, producto de los cuales publican el libro "“Early Settlement and subsistence in the Casma Valley, Peru” (1987), así como numerosos artículos que abarcaron sus excavaciones en Las Aldas, resaltando "La dinámica del Valle de Casma durante el Periodo Inicial" (1998) y "La evolución del Periodo Inicial en el valle de Casma del Perú: Una historia de dos rivales políticos" (2011).

## Investigaciones y trabajo de gestión en elsigloXXI

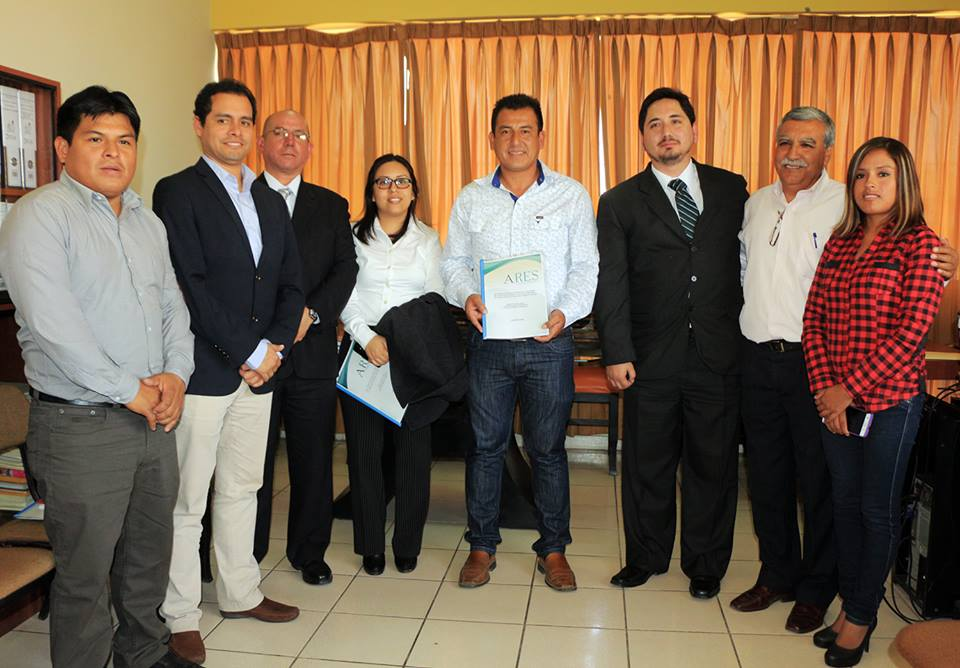
Firma del Convenio para la recuperación de Las Aldas entre la Municipalidad Provincial de Casma y Ares Consulting & Management, 2016.

El 28 de junio del 2016, un equipo de arqueólogos conformado por Celeste Asurza, Arturo Noel, Martín Chanta y Daniel Cáceda de la consultora en arqueología Ares Consulting & Management firmó un "Convenio Marco de Cooperación" y el "Convenio Específico de Cooperación Interinstitucional para la Evaluación y Ejecución del proyecto de Inversión Pública ¨Recuperación de los Servicios Culturales del Sitio Arqueológico Las Aldas, Distrito de Casma, Provincia de Casma, Región Ancash¨” con la Municipalidad Provincial de Casma Gestión 2015 - 2018. En este tiempo se concluye la primera temporada de investigación sin excavaciones basada en el reconocimiento de todos los componentes arquitectónicos y la elaboración de una sectorización para el sitio. 
Con el ingreso de la Gestión Municipal 2019 - 2022 se concretó la segunda temporada que consistió en la implementación de un circuito turístico para los visitantes el cual fue inaugurado el 26 de abril de 2019. El equipo del proyecto está conformado por: Silvia Román Cruz, Edgardo Melendrez Huamanì, Yoshio Cano Inugai, Juan Narro Alberca, Neiser Jalca Espinoza, Gianfranco Orbegozo Asto, Miguel Enríquez, Rosicella Prudencio Quitaba, Cinthya Medianero Caja, María Claudia Conhuay Sobrino, Regina Falcón Merino, Javier Ramos Callacna, Fredy Gutiérrez Camones, Francisco Salvador, Kristina Chanta, Gabriel Chanta, así como demás integrantes que en el tiempo que van los trabajos han permitido sumar al equipo y a los resultados obtenidos en Las Aldas.

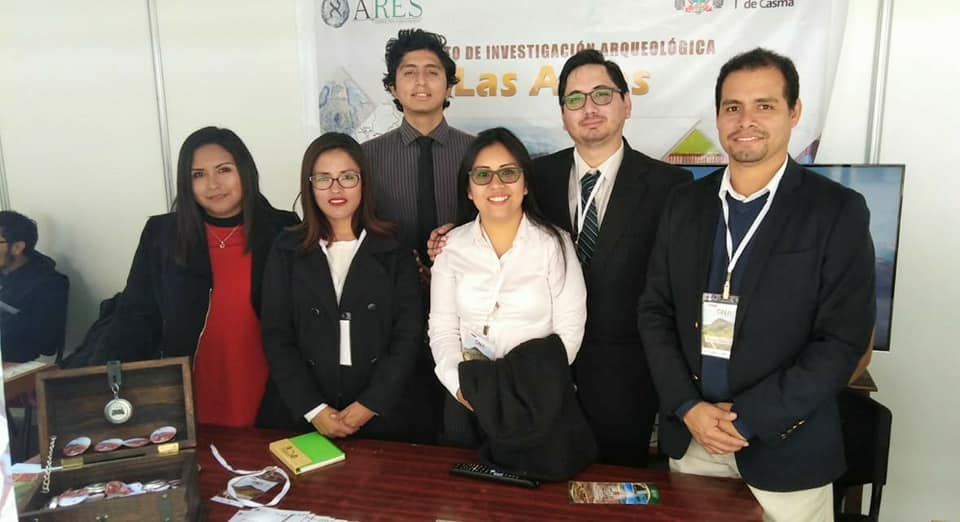
Parte del equipo Las Aldas en el V Congreso Nacional de Arqueología, 2018.

En cuanto a la presentación de los trabajos, el proyecto ha participado tanto en el IV y V Congreso Nacional de Arqueología organizado por el Ministerio de Cultura – Perú (2017 y 2018), además del III Congreso de Arqueología. Lambayeque y la arqueología del norte peruano (2017) realizado por el Museo Tumbas Reales de Sipán.

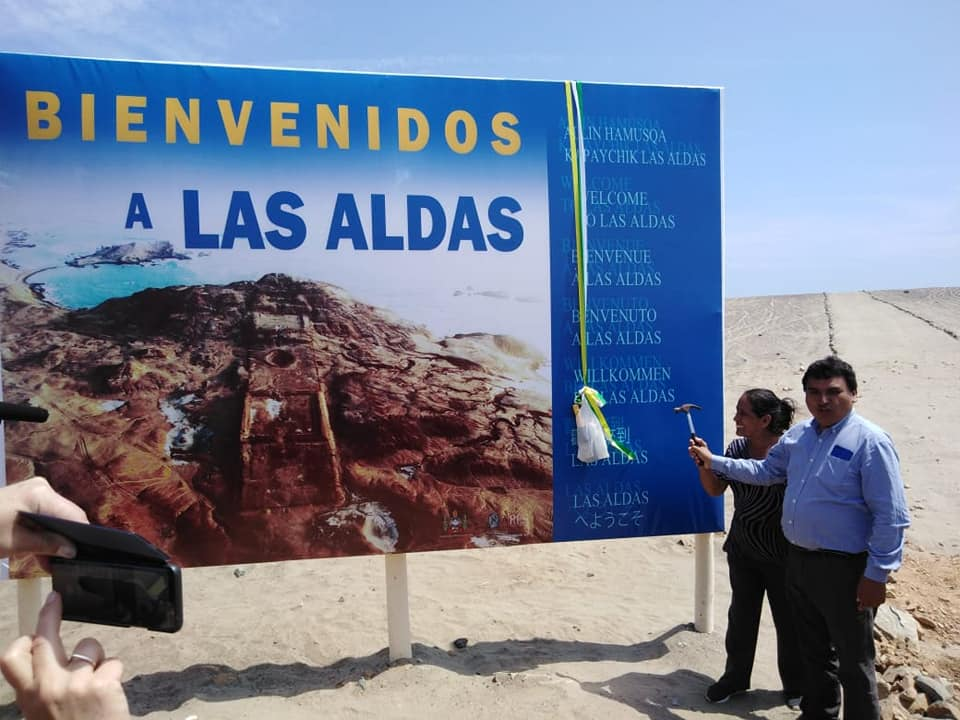
Inauguración del circuito turístico Las Aldas a cargo del alcalde Luis Alarcón (Gestión municipal de Casma 2019 - 2011).
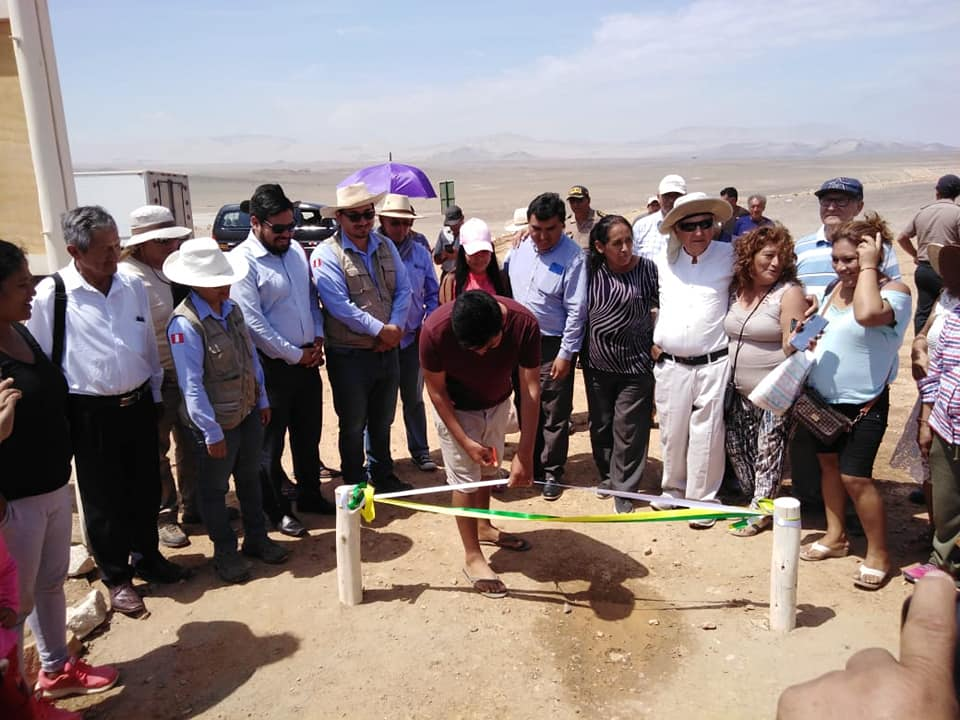
Presencia del presidente comunal de la Caleta de pescadores La Gramita Javier Alvarez en la inauguración del Circuito Turístico Las Aldas 2019.
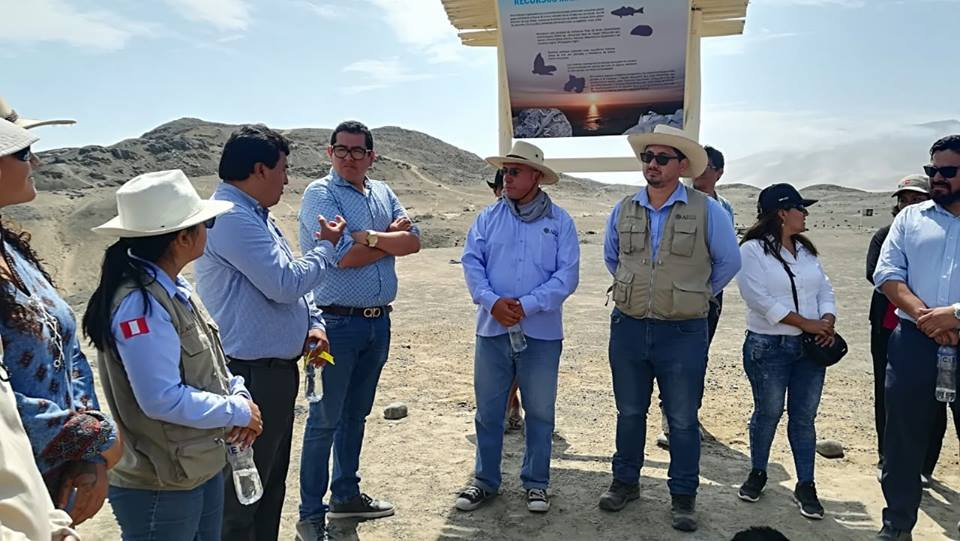
Presentación del circuito turístico Las Aldas a las autoridades y el público presente, 2019.
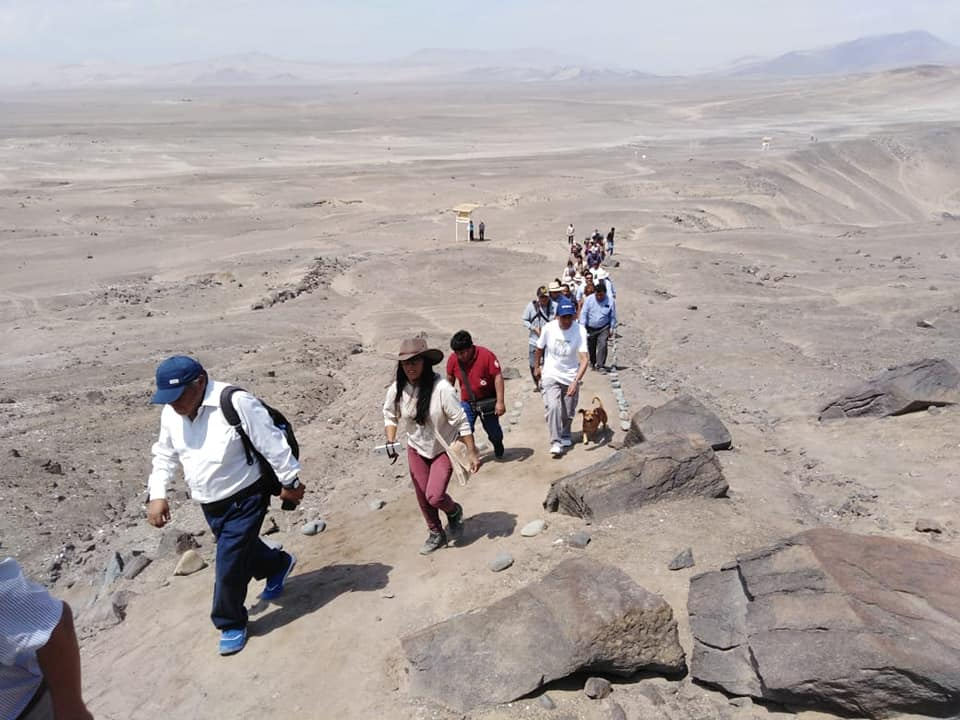
Recorrido al sitio arqueológico Las Aldas como parte de las actividades de la inauguración de su circuito turístico, 2019.
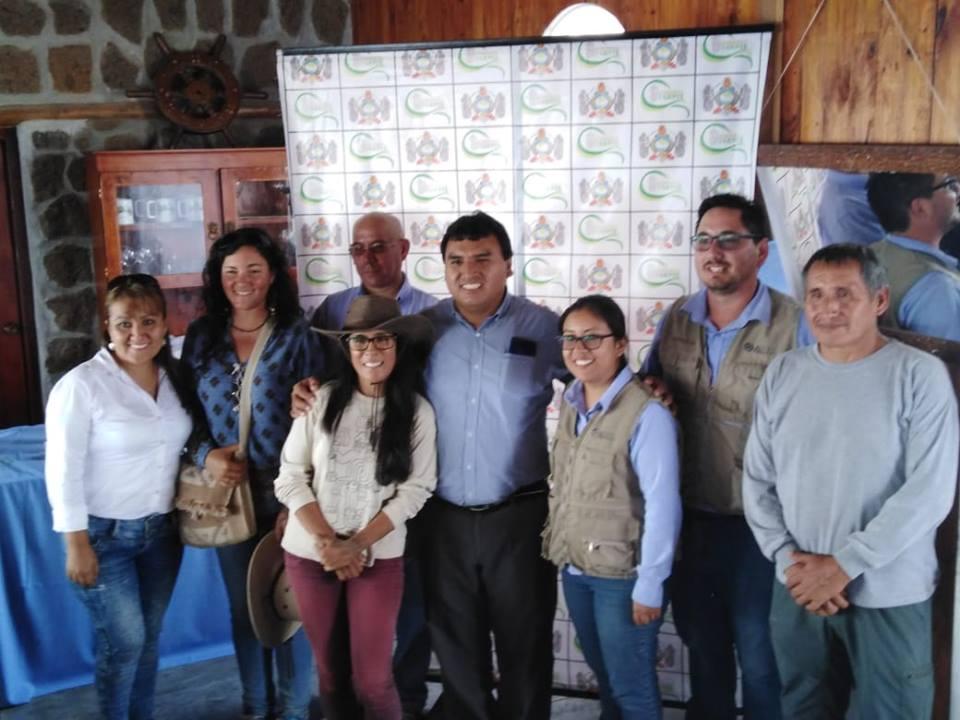
Recepción a la inauguración del circuito turístico a cargo de la gestión municipal de Casma 2019 - 2022.

## Características arquitectónicas y espaciales

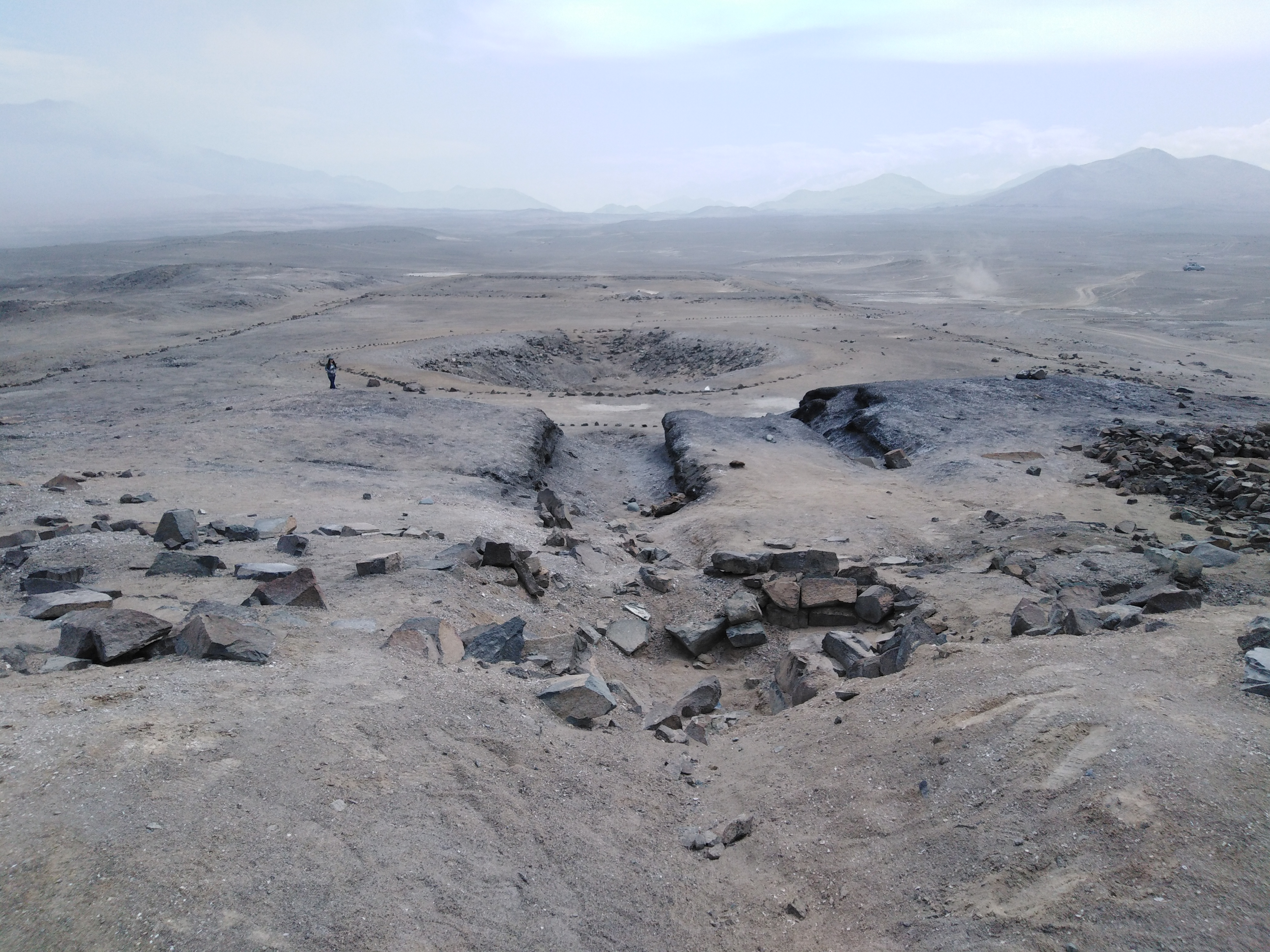
Vista de la estructura ovalada hundida del edificio principal de Las Aldas, 2017.

El complejo arqueológico presenta áreas donde se realizaron funciones diferenciadas. En primer lugar, contamos con el edificio monumental erigido sobre una ladera rocosa colindante con el mar y definida por una serie de plataformas rectangulares que definen a la estructura como una pirámide trunca, resaltando la presencia de una gran plaza oval hundida. Junto con los demás edificios comparten elementos arquitectónicos como escalinatas, recintos en forma de U, áreas de circulación y demás habitaciones que completan la arquitectura monumental. 
Luego, cuenta con la presencia de áreas denominadas domésticas las cuales pudieron haber correspondido a los espacios ocupados por los aldeanos locales de aquel tiempo, en donde realizaban sus actividades cotidianas. Áreas de basurales y conchales arqueológicos están dispersos a lo largo del asentamiento, los cuales contienen importantes evidencias como objetos, restos de alimentos y otros recursos aprovechados. Se puede añadir la presencia de una zona de cantera la cual pudo haber sido aprovechada para la extracción de piedras para erigir muchos de los edificios dispersos en el complejo arqueológico.

## Importancia de Las Aldas

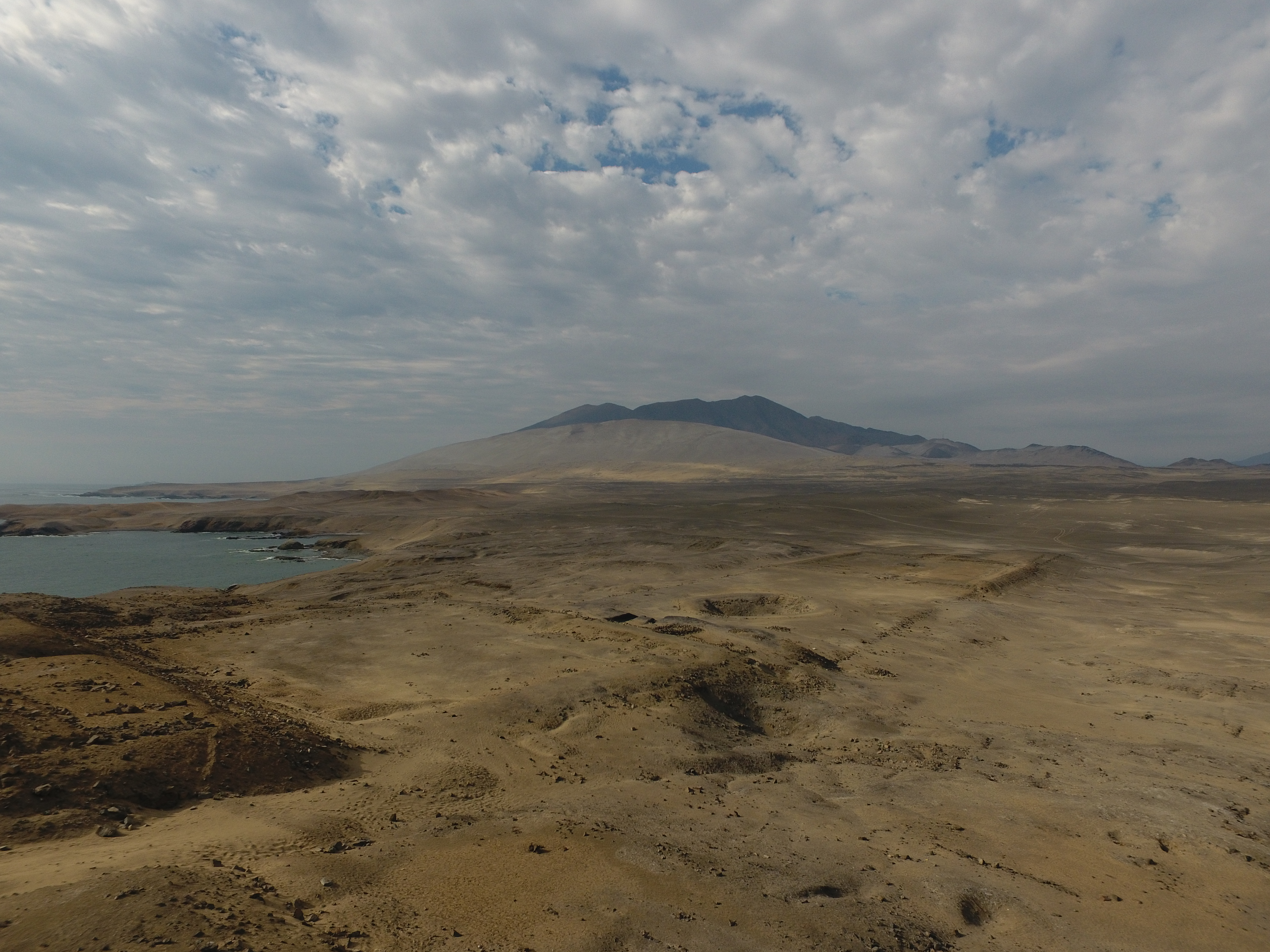
Vista lateral del edificio principal de Las Aldas, 2017.

Si bien se ha definido la presencia de tres momentos ocupacionales en el sitio los cuales corresponden a una época precerámica, el funcionamiento de los espacios de la arquitectura monumental y ocupaciones posteriores intrusivas luego del abandono del templo antiguo; las cuestiones sobre su mayor antigüedad aún no se han podido reconocer del todo. A esto le sumamos que los trabajos de investigación y excavación realizados en la segunda mitad del siglo XX solo abarcaron áreas del edificio principal, razón por la cual la información referente a esta antigua sociedad del litoral casmeño es limitada. Sin embargo, los apuntes han podido definir hasta el momento la función de la arquitectura monumental como un centro ceremonial, administrativo (control de recursos marinos, principalmente) y religioso (el sitio como un antiguo observatorio astronómico).

## Bibliografía

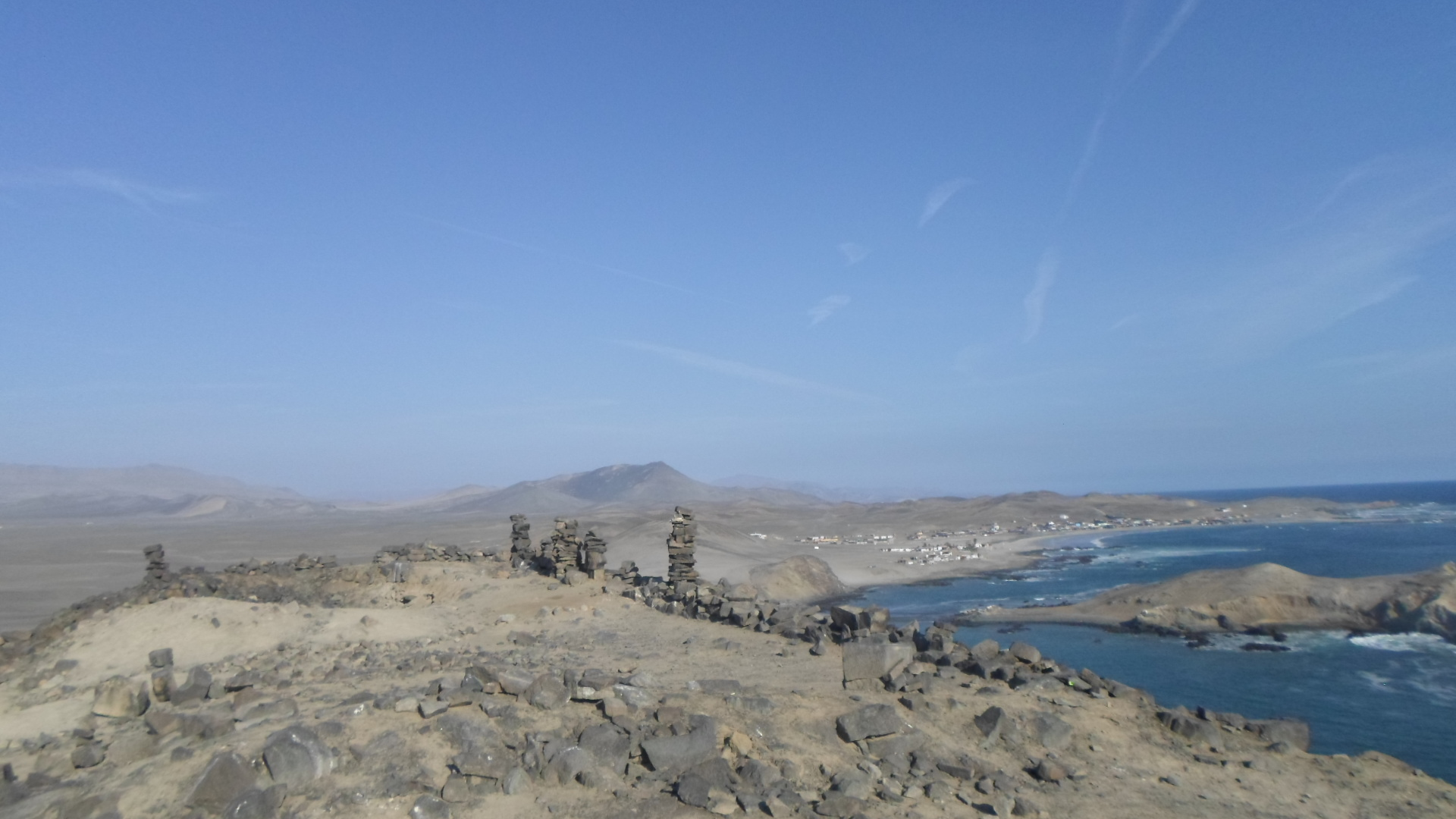
Vista desde lo alto del edificio antiguo de Las Aldas, al fondo la Caleta La Gramita, 2018.